# Stilpnia flava
La tangara isabel sureña (Stilpnia flava) es una especie —o el grupo de subespecies Stilpnia cayana flava, dependiendo de la clasificación considerada— de ave paseriforme de la familia Thraupidae, perteneciente al  género Stilpnia, anteriormente situada en Tangara. Es nativa del centro oriente de Sudamérica.

## Distribución y hábitat
El presente grupo de subespecies se distribuye desde el noreste de Brasil (Maranhão), hacia el sur (totalmente ausente de la cuenca amazónica, excepto una población en la isla Marajó, de plumaje intermedia) hasta São Paulo y oeste de Paraná, hacia el oeste hasta Mato Grosso y Mato Grosso do Sul, extremo noreste de Bolivia, este de Paraguay y extremo noreste de Argentina (Misiones y Corrientes).
Esta especie es ampliamente difundida y generalmente común y visible en una variedad de hábitats abiertos y semiabiertos, como sabanas, cerrados, matorrales, bosques en galería, bosques, bordes de selvas, mayormente por debajo de los 1200 m de altitud.

## Descripción
Mide 13,5 cm de longitud. El macho es atractivo, de colorido predominante amarillo parduzco, y alas y cola verde azuladas; una amplia área negra cubre la cara y la garganta, por abajo hasta e medio de la barriga. La hembra es más apagada, sin negro por abajo, con la máscara oscura apenas insinuada, corona ocrácea, dorso verdoso y las alas y cola mucho más verdes que el macho, por abajo es parduzca, con la garganta y pecho más claros.

## Sistemática

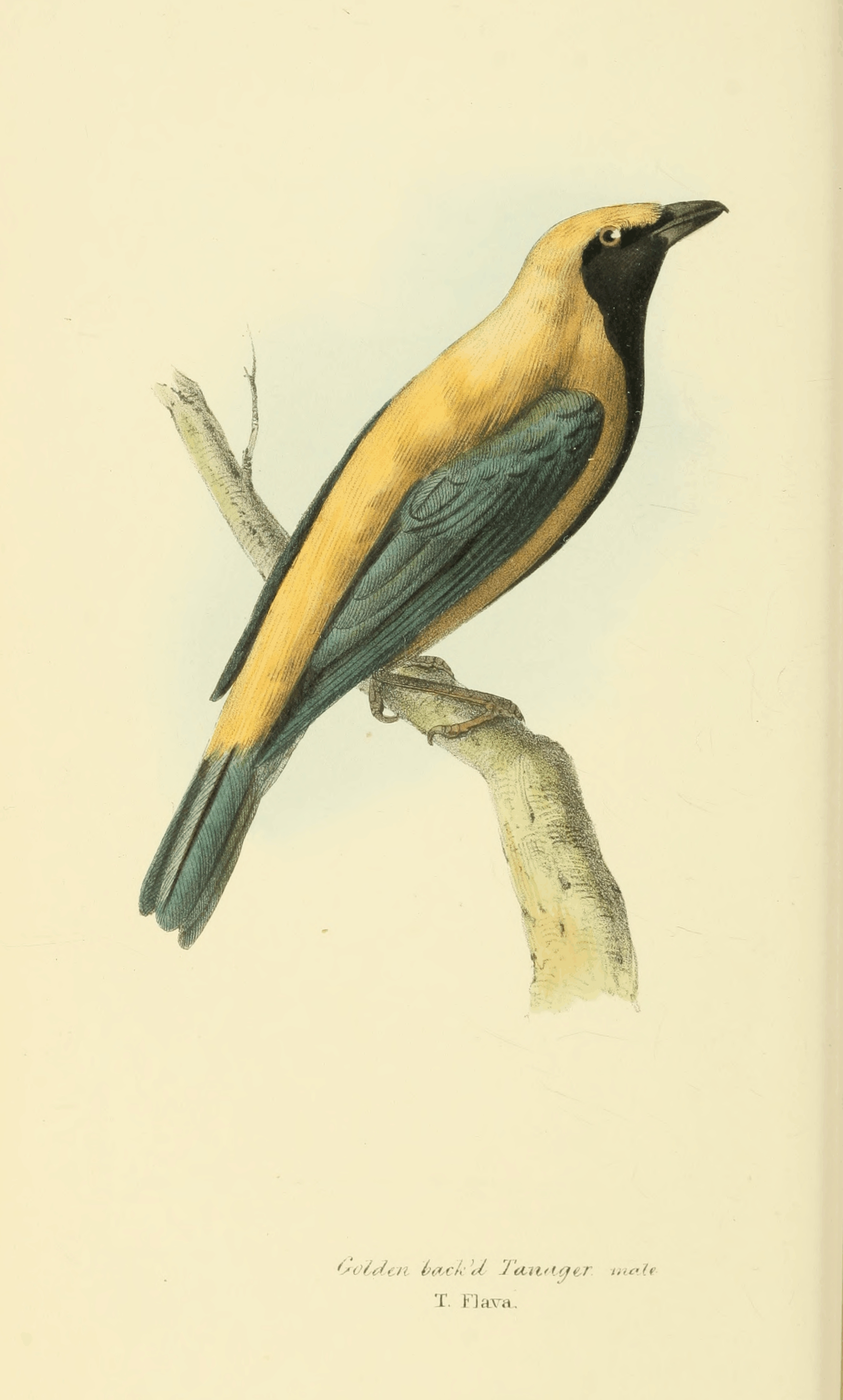
Agläia flava = Stilpnia flava, ilustración de Swainson en Zoological illustrations, 1829.

### Descripción original
La especie S. flava fue descrita por primera vez por el naturalista alemán Johann Friedrich Gmelin en 1789 bajo el nombre científico Tanagra flava; su localidad tipo es: «noreste de Brasil, probablemente Ceará».

### Etimología
El nombre genérico femenino Stilpnia deriva de la palabra del idioma griego «στιλπνή», forma femenina para el adjetivo «brillante» o «reluciente», aludiendo al brillo que presenta el plumaje de estas especies; y el nombre de la especie «flava» del latín «flavus»: color amarillo dorado, amarillo en general.

### Taxonomía
El presente grupo de subespecies es tradicionalmente tratado como parte de Stilpnia cayana; sin embargo, las clasificaciones Aves del Mundo (HBW) y Birdlife International (BLI) lo consideran como una especie separada con base en notables diferencias morfológicas de plumaje. Esta separación no es seguida todavía por otras clasificaciones.

### Subespecies
Según la clasificación HBW se reconocen cinco subespecies, con su correspondiente distribución geográfica:
- - Stilpnia flava huberi (Hellmayr), 1910 – isla Marajó, en Pará, norte de Brasil.
  - Stilpnia flava flava (Gmelin), 1789 – noreste y centro de Brasil (desde Maranhão y  norte de Goiás al extremo sur de Bahia).
  - Stilpnia flava sincipitalis (Berlepsch), 1907 – centro de Brasil (Goiás)
  - Stilpnia flava margaritae (Allen), 1891 – centro oeste de Brasil (Mato Grosso).
  - Stilpnia flava chloroptera (Vieillot), 1819 – sureste de Brasil (desde Minas Gerais hasta Paraná), este de Paraguay y noreste de Argentina.